# Ptolemeusz (syn Pyrrusa)
Ptolemeusz (gr: Πτολεμαῖος, Ptolemaios) (ur. ok. 297 p.n.e., zm. 272 p.n.e.) – królewicz i wódz Epiru, pierwszy syn króla Epiru Pyrrusa i jego pierwszej żony Antygony, córki możnowładcy macedońskiego Filipa i Bereniki, późniejszej żony Ptolemeusza I Sotera, króla Egiptu.
Otrzymał on imię na cześć króla Ptolemeusza I z Egiptu, ojczyma matki Antygony. W roku 280 p.n.e. ojciec Pyrrus, przed wyprawą italską, pozostawił królestwo Epiru pod strażą syna Ptolemeusza. Ten uważany był za bardzo dzielnego i mężnego, zdobył bowiem Korkyrę jedynie z sześćdziesięcioma towarzyszami. Podczas jednej z bitew morskich wraz z siedmioma ludźmi wyskoczył z łódki na pięciorzędowiec, który opanował i zajął. W roku 274 p.n.e. po pokonaniu i ucieczce Antygona II Gonatasa, króla Macedonii, Pyrrus wezwał syna do siebie. Tymczasem Macedończyk uciekł do Tessalii, by obserwować dalsze wypadki oraz wznowić walkę razem z oddziałami Galatów. Został jednak pokonany przez Ptolemeusza.
W roku 272 p.n.e., podczas odwrotu ze Sparty, Pyrrus nakazał synowi, by ze swym oddziałem wspomógł atakowaną przez Spartan tylną straż. Gdy Ptolemeusz przybył, żołnierze pod dowództwem Eualkosa zaatakowali jego oddział przyboczny. W tym czasie niejaki Oryssos, zręczny żołnierz i biegacz pochodzący z kreteńskiej Aptery, podbiegł do niego z boku i jednym ciosem powalił na ziemię. Uciekających towarzyszy zabitego Spartanie ścigali aż na otwarte pole. Pyrrus, dowiadując się o śmierci syna, postanowił razem z konnicą Molossów walczyć ze Spartanami. Zabił Eualkosa włócznią, po czym po zejściu z konia wybił cały jego doborowy oddział. Gdy przyniesiono mu martwe ciało Ptolemeusza, miał powiedzieć, że syn zginął dużo później niż się tego spodziewał lub niż wskazywałaby na to jego lekkomyślność.